# Jacob van Citters

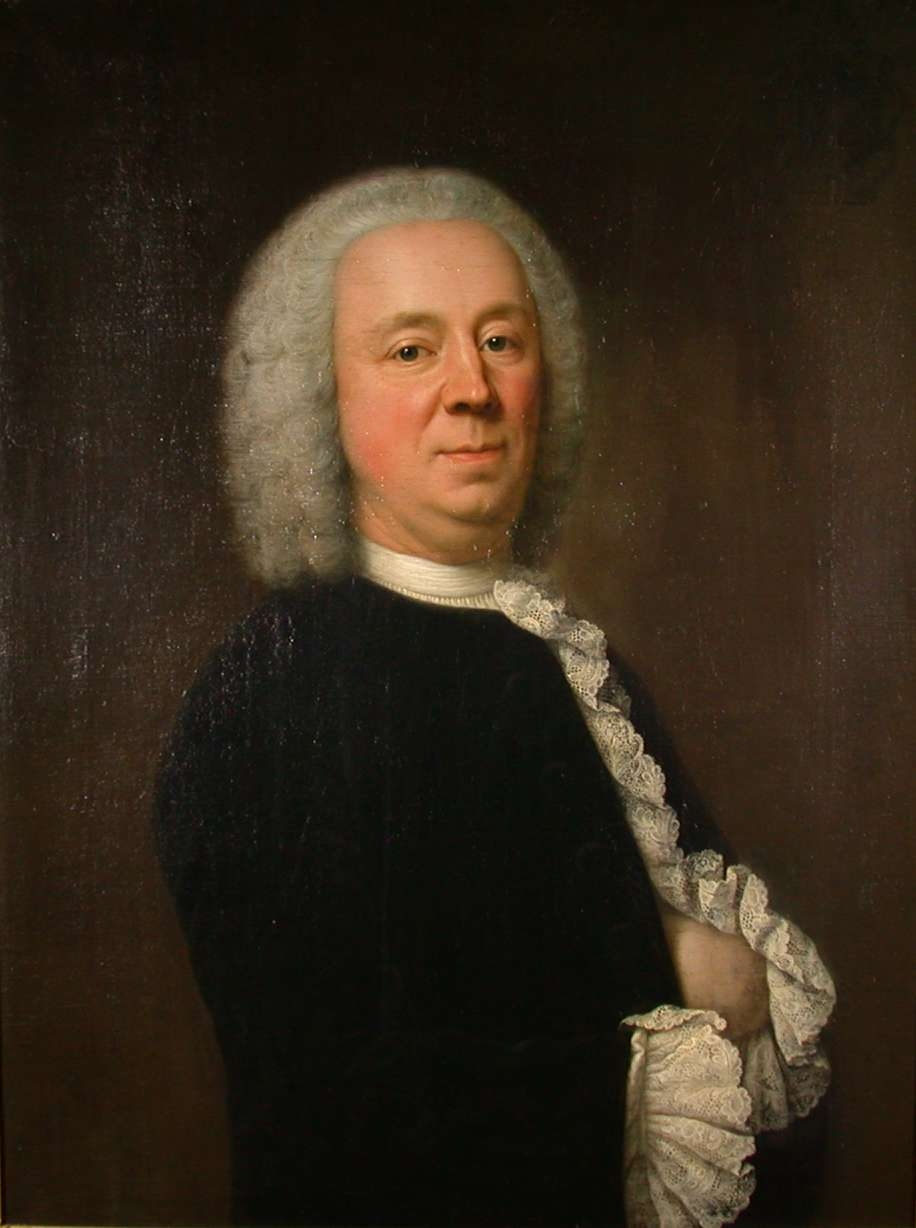
Jacob van Citters

Jacob van Citters (Middelburg, 3 december 1708 – Middelburg, 29 maart 1792) is de jongste zoon uit het huwelijk van Caspar van Citters (1674-1734) en Magdalena Verheije (1672-1732).
Vanaf 1727 is hij tot 1784 gedurende een periode van 57 jaar raad en schepen van Middelburg. In 1747 wordt hij burgemeester, welke functie hij tot 1783 om de drie jaar dertien keer zal uitoefenen, het record van zijn oom Willem van Citters tijdens de Republiek evenarend. Uit hoofde van zijn functie zal hij in mei 1747 namens Zeeland aan de afvaardiging deelnemen die stadhouder Willem IV het stadhouderschap over Zeeland aanbiedt. Hiermee wordt Willem IV stadhouder van de Zeven Provinciën.
In 1761 wordt Jacob benoemd tot onderstadhouder van Walcheren en lid van de voogdijraad van prins Willem V tijdens diens minderjarigheid.

## VOC
Na het overlijden van zijn oom Abraham Boudaen neemt hij het hoofdparticipantschap over. Vanaf 1745 was hij gedurende een periode van 47 jaar een van de tien beëdigd hoofdparticipanten van de VOC tot aan zijn overlijden in 1792. In de jaren veertig en vijftig van de achttiende eeuw vinden twee pogingen plaats om de VOC te reorganiseren. In 1769 zal Jacob een derde poging doen tot om meer inzicht in de financiën van de verschillende kamers van de VOC te krijgen, door van de verschillende kamers een gestructureerd inzicht in de bepaalde uitgaven in Europa te verlangen. Dit leidt slechts tot overeenstemming van een kleine reductie van de kosten in Europa.  
De VOC poogt haar Aziatische belangen te behartigen door met Frankrijk over steun van vooral de vestigingen in India te onderhandelen. Vanaf 1783 zal Jacob namens de kamer Zeeland van de VOC aan de vredesonderhandelingen te Parijs deelnemen. De missive van raadpensionaris Laurens van de Spiegel is om de onderhandelingen te laten mislukken om de vredesonderhandelingen met Engeland niet verder te bemoeilijken. De onderhandelingen mislukken inderdaad.  In 1787 tekent hij nog zowel de Orangistische acte van Verbintenis als de patriottische remonstrantie tegen de acte van Verbintenis.

## Persoonlijk leven
Jacob trouwt in 1737 met Anna Sara Boudaen (1718-1781), vrouwe van Popkensburg, uit welk huwelijk twee zonen en een dochter meerderjarig worden. Hij woont vanaf 1737 aan de Noordstraat in Middelburg. Vanaf 1763 bewoont hij slot Popkensburg te Sint Laurens na naasting ten gunste van zijn vrouw.
Hij onderhoudt een intensieve correspondentie met zijn nicht Susanna Maria Loncque, ambachtsvrouwe van Oosterland. Ook staat hij haar regelmatig bij als adviseur.